# Powiat de Włodawa
Pour les articles homonymes, voir Włodawa (homonymie).
Le powiat de Włodawa (en polonais, powiat włodawski) est un powiat appartenant à la voïvodie de Lublin, dans le sud-est de la Pologne.
Il est né le 1er janvier 1999, à la suite des réformes polonaises de gouvernement local passées en 1998. 
Le siège administratif (chef-lieu) du powiat est la ville de Włodawa, située à 76 kilomètres (km) au nord-est de la capitale régionale Lublin (capitale de la voïvodie), seule ville du powiat. 
Le district couvre une superficie de 1 256,27 kilomètres carrés. En 2006, sa population totale est de 40 052 habitants, avec une population pour la ville de Włodawa de 13 630 habitants et une population rurale de 26 422 habitants.

## Division administrative
Le powiat de Włodawa comprend 8 gminy (communes) (1 urbaine, 7 rurales) :
- 1 commune urbaine : Włodawa ;
- 7 communes rurales : Hanna, Hańsk, Stary Brus, Urszulin, Włodawa, Wola Uhruska et Wyryki.

Celles-ci sont inscrites dans le tableau suivant, dans l'ordre décroissant de la population.
| Gmina                                                   | Type   | Supérficie (km²) | Population (2006) | Chef-lieu    |
| Włodawa                                                 | urbain | 18,0             | 13 630            |              |
| Gmina Włodawa                                           | rural  | 243,8            | 5 936             | Włodawa *    |
| Gmina Wola Uhruska                                      | rural  | 150,9            | 4 170             | Wola Uhruska |
| Gmina Urszulin                                          | rural  | 171,6            | 3 999             | Urszulin     |
| Gmina Hańsk                                             | rural  | 179,4            | 3 954             | Hańsk        |
| Gmina Hanna                                             | rural  | 139,0            | 3 339             | Hanna        |
| Gmina Wyryki                                            | rural  | 219,5            | 2 822             | Wyryki       |
| Gmina Stary Brus                                        | rural  | 133,4            | 2 202             | Stary Brus   |
| * Le siège ne fait pas partie du territoire de la gmina |        |                  |                   |              |

## Démographie
Données du 30 juin 2005 :
| Description | Total  | Total | Femmes | Femmes | Hommes | Hommes |
| ----------- | ------ | ----- | ------ | ------ | ------ | ------ |
| Unité       | Nombre | %     | Nombre | %      | Nombre | %      |
| Population  | 40 430 | 100   | 20 483 | 50,66  | 19 947 | 49,34  |
| Urbain      | 13 758 | 34,03 | 7 092  | 17,54  | 6 666  | 16,49  |
| Rural       | 26 672 | 65,97 | 13 391 | 33,12  | 13 281 | 32,85  |

## Histoire
De 1975 à 1998, les différentes gminy du powiat actuel appartenaient administrativement des anciennes voïvodies de Biała Podlaska et de Chełm.

Depuis 1999, il fait partie de la nouvelle voïvodie de Lublin.